# Grégoire Lascubé
Grégoire Lascubé (Saint-Pée-sur-Nivelle, 3 aprile 1962) è un ex rugbista a 15 francese.

## Biografia
Attivo tra gli anni ottanta e novanta tra Biarritz e Agen, il suo nome è legato soprattutto a quest'ultimo, essendo stato tra i protagonisti della vittoria più recente del club della Garonna nel campionato francese: fu nel 1987-88, in finale sul Tarbes.
In quello stesso periodo la squadra giunse di nuovo alla finale di campionato, nel 1990, e vinse la Coppa di Francia nel 1991/92.
In Nazionale Lescubé disputò 12 incontri tra il 1991 e il 1992; esordì nel corso del Cinque Nazioni 1991 contro la Scozia e disputò tutti gli incontri del torneo; prese poi parte alla Coppa del Mondo di rugby 1991 in Inghilterra, disputandovi 4 incontri.
Finì la carriera internazionale durante il Cinque Nazioni 1992, espulso durante un incontro con l'Inghilterra.

## Palmarès
- Campionati francesi: 1
Agen: 1987-88
- Coppe di Francia: 1
Agen: 1991-92